# Actinorhytis
Actinorhytis es un género de plantas de la familia  de las palmeras (Arecaceae) con una única especie (Actinorhytis calapparia).  

## Hábitat y distribución
Se encuentra en Oceanía. La especie, Actinorhytis calapparia se encuentra en selvas tropicales y cuenta con el fruto de palma más grande de toda Iguanurinae.
Estas palmeras son endémicas de Nueva Guinea y las Islas Salomón; florecen en las tierras bajas de bosques tropicales desde el nivel del mar a 1000 m s. n. m. Si bien están en el sotobosque  gran parte de su vida, eventualmente llegan a la parte superior de la cubierta forestal.

## Descripción
La especie es solitaria y troncal, alcanzando de 12 a 14 m de altura,  es relativamente delgada, generalmente con un tronco no mayor de 20 cm de diámetro.  La base de los troncos está anclada por una gran masa cónica de raíces aéreas y están rematadas por un 1 m de base troncal ligeramente abombada . Las hojas de la corona, que es esférica, son escasas, cada hoja es arqueada con  alrededor de 3 m de largo,  pinnada con foliolos de 45 cm de longitud, de color verde oscuro y que están regularmente dispuestos a lo largo del raquis. Tiene un redondeado pecíolo que  es más largo en las hojas de la planta joven que en la madura.
La inflorescencia es ramificada surgiendo por debajo de las hojas. Tiene flores de ambos sexos que llevan tres sépalos y tres pétalos, y en ambos casos, los sépalos son dos o tres veces más grandes que los pétalos. La inflorescencia se convierte en un gran conjunto de frutos ovoides de color rojo a morado o verde, cada fruto contiene una semilla.

## Taxonomía
Actinorhytis calapparia fue descrita por (Blume) H.Wendl. & Drude ex Scheff. y publicado en Annales du Jardin Botanique de Buitenzorg 1: 156. 1876.
Etimología
Actinorhytis: nombre genérico que proviene de dos palabras griegas Aktis y ray, rhytis que significan "arruga" y "tapa", que describen el endospermo de la semilla.
calapparia: epíteto que significa "como Calappa".
Sinonimia
- Areca calapparia Blume (1843).
- Seaforthia calapparia (Blume) Mart. (1849).
- Ptychosperma calapparia (Blume) Miq. (1855).
- Pinanga calapparia (Blume) H.Wendl.
- Areca cocoides Griff. (1845).
- Actinorhytis poamau Becc. (1914).[5]